# Großer Priel
Großer Priel – najwyższy szczyt w austriackim paśmie górskim Totes Gebirge.  Wysokość 2515 m n.p.m.  Szczyt zbudowany jest z triasowych skał wapiennych wchodzących w skład tzw. jednostek austryjskich. 
Großer Priel dostępny jest dla wprawnych turystów górskich; prowadzi na niego ubezpieczona ścieżka.  

## Turystyka
Najlepszym punktem wyjścia na szczyt jest miejscowość a zarazem znany ośrodek narciarski Hinterstoder, położony w centrum masywu, na wysokości 600 m n.p.m. (liczne pensjonaty i kwatery prywatne). Z miejscowości szeroka, wyraźna ścieżka prowadzi częściowo dość stromym, zalesionym terenem (lasy liściaste, niekiedy z niewielką domieszką drzew iglastych) do schroniska Prielschutzhaus położonego na wysokości ok. 1440 m n.p.m. (czas podejścia 3 - 4 h, możliwość noclegu). Ze schroniska wąska, nieco eksponowana górska ścieżka (miejscami ubezpieczenia w postaci łańcuchów i lin stalowych) wyprowadza na wierzchołek (czas podejścia 3 1/2 h).